# 1479
Cette page concerne l'année 1479  du calendrier julien. Pour l'année 1479 av. J.-C., voir 1479 av. J.-C.
L'année 1479 est une année commune qui commence un vendredi.

## Événements
- Le Djakhar Batou-mongkè, autrement dit Dayan Khan est proclamé empereur des Mongols orientaux (fin en 1553). Il épouse sa mère adoptive, Mantougaï-katoun, et avec l’appui d’un groupe de féodaux, réussit à étendre son pouvoir sur une grande partie de la Mongolie, excepté le khanat Oïrat[1].
- Les vietnamiens occupent la capitale lao, Luang Prabang[2].
- En Inde le sultan de Delhi Bahlul Lodi s'empare du sultanat de Jaunpur[3].
- Construction à Demak la plus ancienne mosquée de Java. L'Islam progresse de 1480 à 1546[4].

### Europe
- 19 janvier : mort de Jean II d'Aragon[5].
  - Début du règne d'Éléonore, reine de Navarre (fin le 12 février)[5].
  - Début du règne de Ferdinand II le Catholique (1452-1516), roi d’Aragon et de Sicile[5].
- 26 janvier : paix signée à Constantinople entre Venise et les Ottomans, qui met fin à 25 ans de guerre (1463-1479)[6]. Elle perd Nègrepont (Eubée), Argos et quelques autres places de la mer Égée et doit payer un tribut de 10 000 ducats pour avoir le droit de trafiquer en mer Ionienne et en mer Égée.
- 12 février : François Fébus, roi de Navarre (fin en 1483). Régence de sa mère Madeleine de France[5].
- 25 avril : prise de la forteresse albanaise de Shkodra (Scutari)[7]. Les Turcs sont maîtres de l’Albanie, excepté Durazzo qui reste vénitienne.
- 1er juin : fondation de l’université de Copenhague.
- 24 juin-29 juin : révolte populaire à Dijon. Louis XI y arrive pour recevoir le serment de ses nouveaux sujets (31 juillet)[8].
- 7 août : Louis XI, qui tentait de s’emparer de l’héritage bourguignon, est battu à la bataille de Guinegatte par Maximilien d'Autriche, beau-fils du Téméraire[9]. Marie de Bourgogne conserve la Flandre.

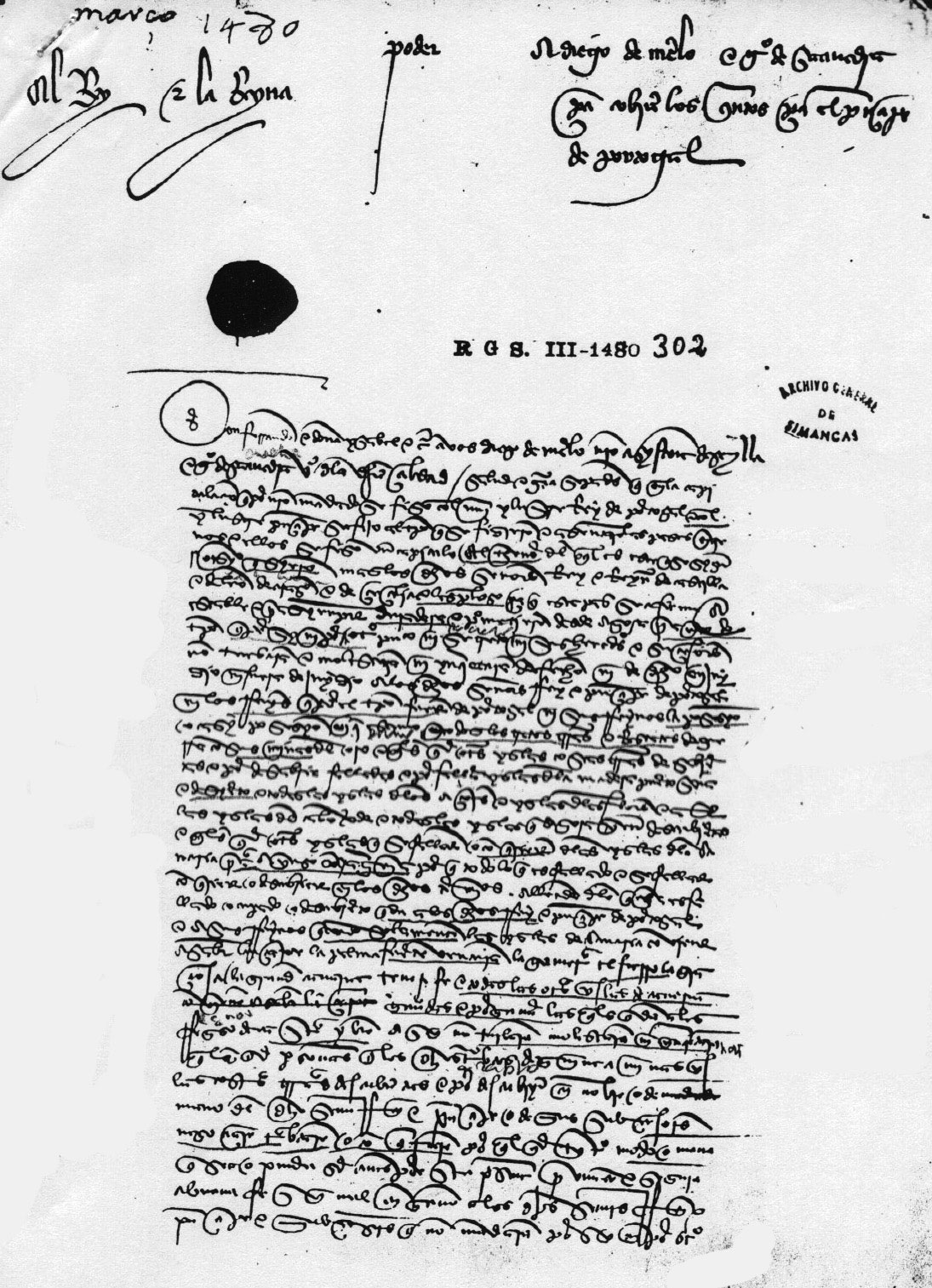
4 septembre : traité d’Alcáçovas

- 4 septembre : paix d’Alcáçovas à la suite de la victoire d’Isabelle la Catholique sur Alphonse V de Portugal[10]. La paix d'Alcáçovas consacre l'union personnelle et dynastique de la Castille et de l'Aragon qui gardent dans un premier temps leur constitution : Ferdinand octroie un droit absolu sur l’Aragon à Isabelle (pratique du gouvernement conjoint). Les deux époux prennent le titre de Rois Catholiques d’Espagne. Le traité entérine la domination portugaise sur les côtes africaines et les îles atlantiques, à l'exception des îles Canaries[11].

- 7 septembre : l'armée de Florence commandée, en l'absence d'Hercule d'Este, par son frère Sigismond, est mise en déroute à Poggio Imperiale, par Frédéric, duc de Calabre, fils du roi de Naples[12].

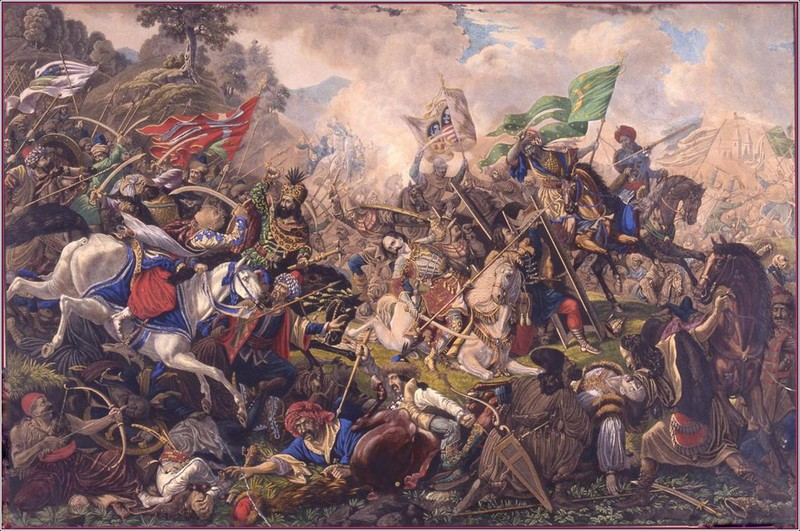
13 octobre : bataille de Kenyérmező

- 13 octobre : le voïvode de Transylvanie Étienne Báthory bat les Turcs à la bataille de Kenyérmező (Brodfeld)[13].
- 4 décembre : échec d'un débarquement turc à Rhodes[14].

- Le roi Jacques III d'Écosse fait emprisonner son frère le comte de Mar qui a pris la tête de la noblesse mécontente. Après sa mort accidentelle en captivité, il est accusé de meurtre par ses ennemis. Son autre frère Alexandre, parvient à s'enfuir en Angleterre[15].
- Conflit entre les fils d’Ibrahim, Ali, Muhammad Amin et Abd al-Latif pour la succession du khanat de Kazan[16].
- Création de la congrégation de Chezal-Benoît[17].
- Siège de Vesoul mené par Louis XI contre Marie de Bourgogne, souveraine de l'Empire des Habsbourg[18].

## Naissances en 1479
- Charles de Bovelles (mort après 1566), philosophe et mathématicien français.

## Décès en 1479
- 18 janvier : Louis de Bavière-Landshut, duc de Bavière-Landshut. (° 23 février 1417).
- Février : Antonello da Messina, peintre sicilien (v. 1430-1479). Ses œuvres marquent la synthèse entre la peinture flamande et la peinture italienne.
- 24 avril : Jorge Manrique, poète espagnol, auteur de Stances sur la mort de son père (° 1440)[19].

- Antonio Rossellino, sculpteur italien (vers 1478/1481).